# Terremoto del eje cafetero de 1962
El lunes 30 de julio de 1962, a las 15:18 de la tarde (UTC), un violento sismo de magnitud 6.8 Mw) y una profundidad de 69 km, teniendo como epicentro el municipio de Pueblo Rico en el departamento del Risaralda. Los departamentos más afectados fueron Antioquia, Caldas, Risaralda y Valle del Cauca, donde se presentaron colapsos y daños severos en construcciones. Fue sentido en gran parte del territorio colombiano.

## Daños

### Víctimas
El sismo dejó un saldo de 50 fallecidos, de los cuales entre 13 y 20 se ubicaron en Pereira, 7 en Cali, al igual que en Aguadas, 3 muertos en Pensilvania, 2 en Manizales, como en Sonsón, Medellín, Toro y Pácora, además de un centenar de heridos en las poblaciones afectadas.

### Construcciones
El movimiento sísmico, ocasionó cuantiosos daños en construcciones en diferentes poblaciones, dejándolas semidestruidas, en Manizales una de las torres de la Catedral, sucumbió afectando una construcción aledaña, en Cartago, Cali, Toro, Pensilvania, entre otras poblaciones se presentó desplome de edificaciones entre ellas iglesias, al igual que afectación por caída de fachadas y agrietamiento en construcciones. En Sonsón su antigua catedral resultó seriamente afecta, situación que posteriormente provocó su demolición.